# Bob Iger
Robert Allen "Bob" Iger (Nueva York, 10 de febrero de 1951) es un empresario estadounidense del sector de los medios de comunicación que actualmente ocupa el cargo de consejero delegado de The Walt Disney Company.
Anteriormente fue presidente de ABC entre 1994 y 1995 y presidente y director de operaciones (COO) de Capital Cities/ABC, desde 1995 hasta su adquisición por Disney en 1996. Iger fue nombrado presidente de Disney en 2000 y sucedió a Michael Eisner como consejero delegado en 2005, hasta que su contrato expiró en 2020. Después fue presidente ejecutivo hasta su jubilación de la empresa el 31 de diciembre de 2021. A petición del consejo de administración de Disney, Iger regresó a Disney como consejero delegado el 20 de noviembre de 2022, tras el cese imprevisto e inmediato de su sucesor designado, Bob Chapek.
Como consejero delegado, Iger percibe aproximadamente 27 millones de dólares anuales en concepto de retribución objetivo, que incluyen un salario de 1 millón de dólares, una prima objetivo de 1 millón de dólares y 25 millones de dólares en concepto de retribución por rendimiento basada en incentivos. Según Forbes, el patrimonio neto estimado de Iger era de unos 690 millones de dólares en 2019.

## Primeros años y educación
Hijo de Mimi y Arthur Iger de Long Beach, Long Island, Nueva York, es de una familia judía. Su madre trabajó en el Boardman Junior High School en Oceanside, New York y su padre fue vicepresidente ejecutivo y gerente general de Greenvale Marketing Corporation, además de profesor de advertising y relaciones públicas.
Iger completó sus estudios en Ithaca College, donde se graduó magna cum laude como bachiller en Ciencias en Televisión y Radio en Roy H. Park School of Communications. Está casado con Willow Bay.

## Carrera
Iger comenzó su carrera en los medios de comunicación en 1972 como presentador de Campus Probe, un programa de televisión del Ithaca College, donde trabajó como hombre del tiempo en Ithaca durante cinco meses, antes de cambiar sus objetivos profesionales.

### American Broadcasting Company (ABC)
En 1974, Iger se incorporó a la American Broadcasting Company (ABC). Su primer empleo consistió en realizar trabajos serviles en estudios de televisión por 150 dólares a la semana.
En 1988, Iger fue el máximo responsable de la programación de los Juegos Olímpicos de Invierno de Calgary. El acontecimiento se vio empañado por el mal tiempo y los retrasos, y para llenar el horario de emisión el equipo de Iger se centró en historias de interés humano como las del equipo jamaicano de bobsled y Eddie el Águila. El acontecimiento alcanzó un récord de audiencia para ABC, y la actuación de Iger bajo presión llamó la atención de los ejecutivos de ABC, Daniel Burke y Thomas Murphy, que posteriormente defendieron a Iger a lo largo de su ascenso en ABC.
En 1989, fue nombrado director de Entretenimiento de ABC, y dio luz verde a programas como Twin Peaks, America's Funniest Home Video y Cop Rock. Fue presidente de ABC Network Television Group de enero de 1993 a 1994, y fue nombrado vicepresidente senior de Capital Cities/ABC en marzo de 1993 y vicepresidente ejecutivo en julio de 1993. En 1994, Iger fue nombrado presidente y director de operaciones de la matriz corporativa de ABC, Capital Cities/ABC.

### The Walt Disney Company
En 1995, The Walt Disney Company compró Capital Cities/ABC y la rebautizó ABC, Inc, de la que Iger fue presidente hasta 1999.
El 25 de febrero de 1999, Disney nombró a Iger presidente de Walt Disney International, la unidad de negocio que supervisa las operaciones internacionales de Disney, así como presidente del Grupo ABC, apartándole de la autoridad diaria en ABC. Disney calificó el cambio como un ascenso para Iger.
Disney nombró a Iger presidente y director de operaciones (COO) el 24 de enero de 2000, convirtiéndolo en el segundo ejecutivo de Disney por debajo del presidente y consejero delegado, Michael Eisner. Disney había estado sin un presidente independiente desde que Eisner asumió el cargo tras la marcha de Michael Ovitz en 1997, después de dieciséis meses en Disney.
En 2005, los miembros del consejo de administración Roy E. Disney y Stanley Gold iniciaron una campaña contra Eisner denominada "Salvemos Disney". Como resultado, Disney inició la búsqueda del próximo consejero delegado para sustituir a Eisner. El 13 de marzo de 2005, Disney anunció que Iger sucedería a Michael Eisner como Consejero Delegado, e Iger quedó a cargo de las operaciones diarias, aunque Eisner mantuvo el título de Consejero Delegado hasta que dimitió el 30 de septiembre de 2005. En julio de 2005, Disney y Gold abandonaron la campaña y acordaron trabajar con Iger.
Una de las primeras decisiones importantes de Iger como consejero delegado fue reasignar al director general Estratégico de Disney, Peter Murphy, y disolver la división de Planificación Estratégica de la empresa. Fue entonces cuando Iger empezó a ser conocido como "Bob" en lugar de "Robert".
El 24 de enero de 2006, bajo la dirección de Iger, Disney anunció que adquiriría Pixar por 7.400 millones de dólares en una operación totalmente en acciones. Ese mismo año, Iger también readquirió a NBCUniversal los derechos de la primera estrella de Walt Disney, Oswald el Conejo Afortunado, al pasar al presentador deportivo Al Michaels de ABC Sports a NBC Sports.
En agosto de 2009, Iger encabezó las negociaciones que llevaron a Disney a adquirir Marvel Entertainment y sus activos asociados por 4.000 millones de dólares. En 2014, Disney había recaudado más de esa cantidad en taquilla gracias a las películas de Marvel. El 7 de octubre de 2011, Disney anunció que Iger se convertiría en presidente del consejo, tras la retirada de John Pepper del consejo en marzo de 2012. El 15 de noviembre de 2011, Apple, Inc, dirigida por el consejero delegado Tim Cook, nombró a Iger miembro de su consejo de administración. Iger fue el responsable de convertir a Steve Jobs en el mayor accionista de Disney por su adquisición de Pixar.
En octubre de 2012, Iger firmó un acuerdo con el cineasta George Lucas para comprar Lucasfilm por 4.000 millones de dólares tras varios meses de negociaciones. Como resultado, Disney adquirió los derechos de la franquicia multimedia Star Wars e Indiana Jones. Tras su estreno el 18 de diciembre de 2015, Star Wars: Episodio VII - El despertar de la Fuerza recaudó más de 2000 millones de dólares en taquilla. En marzo de 2016, Iger anunció que el Shanghai Disney Resort, de 5.500 millones de dólares, abriría sus puertas el 16 de junio de 2016.
El contrato de Iger como presidente y consejero delegado de Disney estaba previsto originalmente hasta el 30 de junio de 2018; sin embargo, en marzo de 2017, Disney anunció que ampliaba el mandato de Iger hasta el 2 de julio de 2019, y dijo que actuaría como consultor durante los tres años siguientes. En diciembre de 2017, Disney amplió el contrato de Iger hasta 2021.
En julio de 2018, bajo la dirección de Iger, los accionistas de Disney y 21st Century Fox aprobaron un acuerdo para la adquisición de Fox por parte de Disney. El acuerdo se cerró en marzo de 2019.
En 2020, Iger anunció su intención de retirarse. El 25 de febrero de ese año, el consejo de administración nombró a Bob Chapek -entonces presidente de Parques, Experiencias y Productos Disney- nuevo consejero delegado, al tiempo que nombraba a Iger presidente ejecutivo (un cargo ad hoc) para supervisar la transición. En abril, sin embargo, el consejo prorrogó inesperadamente el mandato de Iger hasta finales de 2021, para que pudiera guiar a Chapek y a la alta dirección de la empresa durante la pandemia de COVID-19. El 31 de diciembre de 2021, Iger dimitió por completo y fue sucedido por Susan Arnold como presidenta del consejo.
Sin embargo, el 20 de noviembre de 2022, Iger sustituyó a Chapek en el cargo de consejero delegado. Iger aceptó ocupar el cargo durante dos años mientras buscaba un sucesor que dirigiera la empresa.Sin embargo Disney e Iger Acordaron extender su contrato hasta 2026